# Рунди (език)
Рунди е език от групата банту, говорен от около 6 000 000 души в Бурунди, Руанда, Танзания и Уганда.